# Over Holluf
Over Holluf is een plaats in de Deense regio Zuid-Denemarken, gemeente Odense. De plaats telt 1522 inwoners (2020).